# Стратиформні родовища
Стратиформні родовища (рос. стратиформные месторождения, англ. stratiform deposits; нім. stratiforme Lagerstätten f pl) – телетермальні родовища, поклади корисних копалин, що формують групи рудних тіл, зосереджені в межах одного або дек. стратиграфічних горизонтів вулканогенно-осадових і осадових шаруватих товщ гірських порід. 
Найбільш характерні представники С.р. – родовища свинцево-цинкових руд у товщах карбонатних порід і родовища мідних руд у товщах піщано-сланцевих порід. До перших належать великі родов. бас. р. Міссурі в США, в зв'язку з чим вони наз. “родовища типу долини Міссурі", а також аналогічні родов. Канади, Польщі, РФ, Австрії, країн  Півн. Африки і інш. До других, які називають також “родовища мідянистих пісковиків", належать родов. країн Півд. Африки, Німеччини, Польщі, Казахстану та ін. Найбільш імовірно, що С.р. формувалися тривалий період геол. історії і мають комплексне походження. 